# Александър Пономарьов
Алекса́ндър Семьонович Пономарьов (на руски: Алекса́ндр Семё́нович Пономарё́в) (р. 23 април 1918, в село Корсун, Донецко-Криворожка република – 7 юни 1973, Москва, СССР) е футболен треньор, Заслужил майстор на спорта на СССР (1946). Заслужил треньор на СССР (1964).

## Успехи
- Носител на Купата на СССР: 1949
- Бронзов медал Шампионата на СССР: 1945 (с „Торпедо“), 1951 (с „Шахтьор“)
- Голмайстор №1: 1938 – (19 гола), 1946 – (19 гола)
- Голмайстор за Купата на СССР: (34 гола)[1]
- Голмайстор №3 за московското „Торпедо“ в шампионатите на СССР: (83 гола)[2]
- Член на клуба на голмайсторите „Григорий Федотов“: (168 гола)
- Член на „клуб Олег Блохин“: (184 гола)[3]
- В списъка на 33-та най-добри футболисти за сезона в СССР: – 1948 (№ 1).
- Заема 46-о място като футболист в историята на донецкия „Шахтьор“ версия Украинския футболен портал „Football.ua“[4]

## Награди
- Медал „За трудова доблест“: 1957
- Заслужен майстор на спорта на СССР
- Заслужен треньор на СССР